# Kaiserliches Zeughaus (Oberes Arsenal)

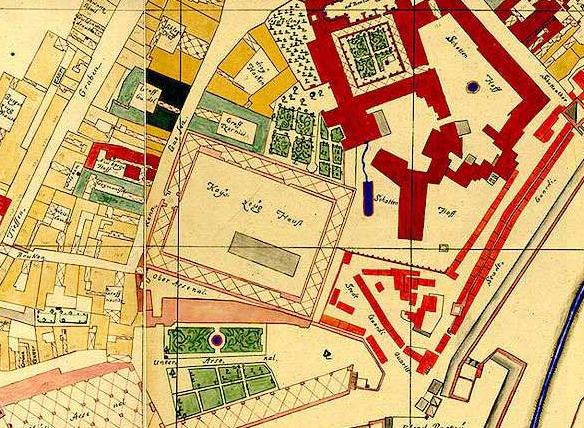
Das „Kays. Zeug Hauß“ (Oberes Arsenal) auf einer Karte von 1710. Der Komplex liegt zwischen Stadtmauer und der Renngasse.

Das Kaiserliche Zeughaus, auch „Oberes Arsenal“ oder „k.k. Armatur-Zeughaus“ genannt, diente von 1587 bis 1848 als Aufbewahrungsort bzw. Depot der kaiserlichen Waffensammlung. Es befand sich im 1. Wiener Gemeindebezirk zwischen Renngasse 5–9, Wipplingerstraße 27–31 und teilweise 30–32, Hohenstaufengasse 1–5 und 2–6 sowie Rockhgasse 4–6; und lag topografisch „oben“, im Gegensatz zu dem nahe am Wienfluss gelegenen alten kaiserlichen Zeughaus (Unteres Arsenal).

## Geschichte
Bis 1559 diente die Stallburg als kaiserliches Zeug- und Rüsthaus, die in den Jahren von 1558 bis 1565 für den aus Spanien zurückgekehrten Erzherzog Maximilian (ab 1564 als Kaiser Maximilian II.) zu einer Residenz umgebaut wurde. Im Zuge dessen wurde die kaiserliche Waffensammlung provisorisch in das Gebäude des Salzburger Hofs in der Renngasse transloziert, welches 1584 abgebrochen wurde. An dessen Stelle wurde zwischen 1584 und 1587 unter Kaiser Rudolf II. das kaiserliche Zeughaus, auch „Oberes Arsenal“ genannt, errichtet.
1672 wurde Kaiser Leopold I. durch das Schottenstift ein großes, an das Zeughaus angrenzendes Gartengrundstück geschenkt, wodurch selbiges stark erweitert werden konnte. Der so entstandene Gebäudekomplex schloss so die Wipplingerstraße nunmehr komplett ab.
Während der Revolution von 1848 kam es im Zuge des Wiener Oktoberaufstandes zu heftigen Kämpfen. So gelang es den Revolutionären, das Zeughaus am 7. Oktober zu plündern. Über dem Torbogen des Zeughauses befand sich ein kleines, steinernes Marienbildnis aus der Zeit um 1620, welches trotz des Kugelregens, der die Mauer rundherum zerstörte, unversehrt blieb. Diese im Volksmund auch „Zeughausmuttergottes“ genannte Statue wurde 1855 in das neu erbaute Arsenal verbracht und in der dortigen Arsenalkirche Maria vom Siege am Hochaltar aufgestellt.
Am 8. Oktober 1848 wurde das Zeughaus geschlossen und die kaiserliche Waffensammlung wurde in das neue k.k. Hofwaffenmuseum verbracht. Heute befindet sich die Sammlung in der Hofjagd- und Rüstkammer des Kunsthistorischen Museums in der Neuen Burg.
In den 60er Jahren des 19. Jahrhunderts wurde das Zeughaus schließlich abgebrochen und das Areal neu parzelliert.
Im Heeresgeschichtlichen Museum sind aquarellierte Federzeichnungen von Paul Löbhart (1774–1850) und Mathias Waniek († 1834), datiert 1818, mit Darstellungen von Innenansichten des Zeughauses ausgestellt (Grundriss und Plafond des Kaisersaals, Wände der Geschützmodellkammer).